# Yoshihide Kiryū
Yoshihide Kiryū (桐生 祥秀?, Kiryū Yoshihide; Hikone, 15 dicembre 1995) è un velocista giapponese, medaglia d'argento nella staffetta 4×100 metri ai Giochi olimpici di Rio de Janeiro 2016 e due volte medaglia di bronzo mondiale (Londra 2017 e Doha 2019).
È stato il primo giapponese a scendere sotto i 10 secondi nei 100 metri piani con il tempo di 9"98, stabilito il 9 settembre 2017 a Fukui.

## Biografia
Nel marzo 2016 prende parte ai mondiali indoor di Portland, dove ha l'occasione di realizzare un nuovo primato personale (6"56) nei 60 metri, pur uscendo alle batterie.
L'agosto dello stesso anno rappresenta il Giappone ai Giochi olimpici di Rio de Janeiro 2016. Il 13 agosto sfiora di poco il passaggio alle semifinali dei 100 metri correndo in 10"23, preceduto da Usain Bolt (10"07), Andrew Fisher (10"12) e James Dasaolu (10"18). Durante l'ultima giornata della rassegna a cinque cerchi conquista la medaglia d'argento con la staffetta giapponese, composta anche da Ryōta Yamagata, Shōta Iizuka e Asuka Cambridge, nella prova della 4×100 metri, con un nuovo record asiatico di 37"60.
Pur non partecipando nelle gare individuali dei mondiali di Londra 2017 riesce ad entrare a far parte della staffetta 4×100 metri, insieme a Shuhei Tada, Shōta Iizuka e Kenji Fujimitsu, in cui arriva terzo in 38"04 dietro a Gran Bretagna (37"47) e Stati Uniti (37"52).
Chiude la stagione in forma eccellente con una grande prestazione a un meeting di Fukui; correndo in 9"98 nell'ultimo sprint dell'anno stabilisce il nuovo record giapponese della specialità, migliorando di due centesimi il primato stabilito da Kōji Itō diciannove anni prima. Con tale prestazione diviene inoltre il primo centometrista nipponico a rompere il muro dei 10 secondi.

## Record nazionali

### Seniores
- 100 metri piani: 9"98 ( Fukui, 9 settembre 2017)
- Staffetta 4×100 metri: 37"43 ( Doha, 5 ottobre 2019) (Shuhei Tada, Kirara Shiraishi, Yoshihide Kiryū, Abdul Hakim Sani Brown)

## Progressione

### 100 metri piani
| Stagione | Tempo | Luogo     | Data       | Rank. Mond. |
| -------- | ----- | --------- | ---------- | ----------- |
| 2017     | 9"98  | Fukui     | 9-9-2017   |             |
| 2016     | 10"01 | Hiratsuka | 11-6-2016  |             |
| 2015     | 10"09 | Fuse      | 18-10-2015 |             |
| 2014     | 10"05 | Kumagaya  | 17-5-2014  |             |
| 2013     | 10"01 | Hiroshima | 29-4-2013  |             |
| 2012     | 10"19 | Fukuroi   | 3-11-2012  |             |
| 2011     | 10"58 | Yamaguchi | 8-10-2011  |             |

### 200 metri piani
| Stagione | Tempo | Luogo     | Data       | Rank. Mond. |
| -------- | ----- | --------- | ---------- | ----------- |
| 2017     | 20"60 | Canberra  | 12-3-2017  |             |
| 2016     | 20"60 | Kumagaya  | 4-9-2016   |             |
| 2015     | 20"56 | Hiroshima | 18-4-2015  |             |
| 2014     | 20"59 | Kumagaya  | 7-9-2014   |             |
| 2013     | 20"41 | Nara      | 15-6-2013  |             |
| 2012     | 20"70 | Nagoya    | 21-10-2012 |             |
| 2011     | 21"43 | Kyoto     | 9-11-2011  |             |

## Palmarès
| Anno | Manifestazione      | Sede           | Evento      | Risultato  | Prestazione | Note                                     |
| ---- | ------------------- | -------------- | ----------- | ---------- | ----------- | ---------------------------------------- |
| 2013 | Mondiali            | Mosca          | 100 m piani | Batteria   | 10"31       |                                          |
| 2013 | Mondiali            | Mosca          | 4×100 m     | 6º         | 38"39       |                                          |
| 2014 | Mondiali indoor     | Sopot          | 60 m piani  | Semifinale | 6"62        | Miglior prestazione personale stagionale |
| 2014 | World Relays        | Nassau         | 4×100 m     | 5º         | 38"40       |                                          |
| 2014 | Mondiali juniores   | Eugene         | 100 m piani | Bronzo     | 10"34       |                                          |
| 2014 | Mondiali juniores   | Eugene         | 4×100 m     | Argento    | 39"02       |                                          |
| 2015 | World Relays        | Nassau         | 4×100 m     | Bronzo     | 38"20       |                                          |
| 2016 | Mondiali indoor     | Portland       | 60 m piani  | Semifinale | 6"56        | Miglior prestazione personale            |
| 2016 | Giochi olimpici     | Rio de Janeiro | 100 m piani | Batteria   | 10"23       |                                          |
| 2016 | Giochi olimpici     | Rio de Janeiro | 4×100 m     | Argento    | 37"60       | Record asiatico                          |
| 2017 | Mondiali            | Londra         | 4×100 m     | Bronzo     | 38"04       | Miglior prestazione personale stagionale |
| 2018 | Giochi asiatici     | Giacarta       | 4×100 m     | Oro        | 38"16       |                                          |
| 2019 | Campionati asiatici | Doha           | 100 m piani | Oro        | 10"10       |                                          |
| 2019 | World Relays        | Yokohama       | 4×100 m     | Batteria   | dq          |                                          |
| 2019 | Mondiali            | Doha           | 100 m piani | Semifinale | 10"16       |                                          |
| 2019 | Mondiali            | Doha           | 4×100 m     | Bronzo     | 37"43       | Record asiatico                          |
| 2021 | Giochi olimpici     | Tokyo          | 4×100 m     | Finale     | dnf         |                                          |
| 2023 | Giochi asiatici     | Hangzhou       | 100 m piani | Semifinale | 10"23       |                                          |
| 2023 | Giochi asiatici     | Hangzhou       | 4x100 m     | Argento    | 38"44       |                                          |
| 2024 | Giochi olimpici     | Parigi         | 4×100 m     | 5º         | 37"78       |                                          |